# Elizabeth Shaw

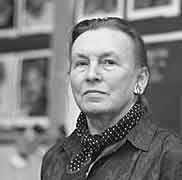
Elizabeth Shaw, Berlin, 1989

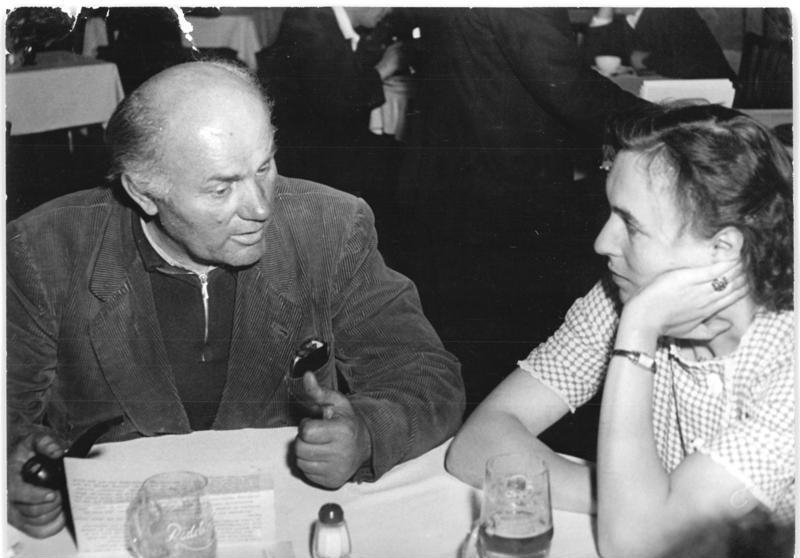
Elizabeth Shaw mit Ludwig Turek am Rande einer Kundgebung für André Stil, 1952

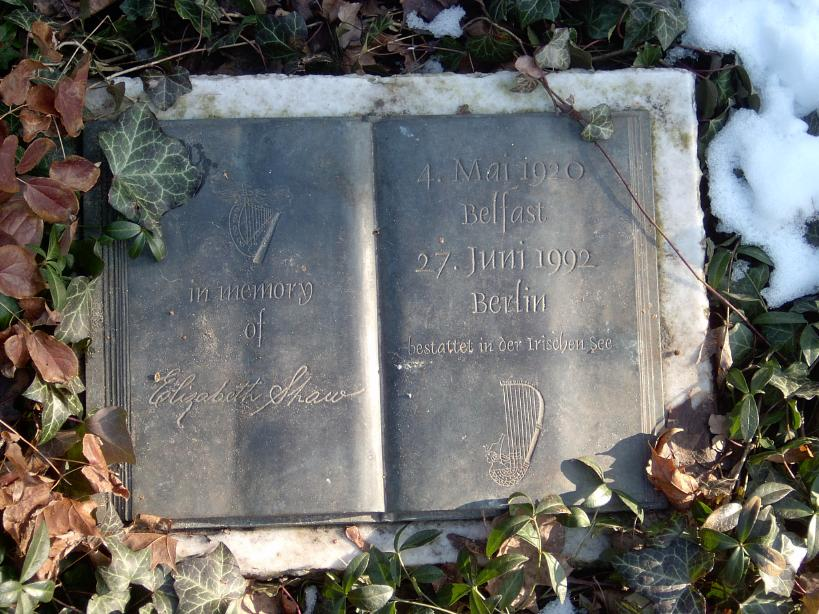
Kenotaph für Elizabeth Shaw auf dem Grab von René Graetz (Dorotheenstädtischer Friedhof Berlin). Sie wurde in der Irischen See seebestattet.

Elizabeth Shaw (* 4. Mai 1920 in Belfast; † 27. Juni 1992 in Berlin) war eine irische Grafikerin und Kinderbuchautorin.

## Leben
1933 zog die Familie aus Irland nach England. Elizabeth Shaw studierte von 1938 bis 1940 in London bei Graham Sutherland und Brian Robb (1913–1979) an der Chelsea School of Art. 1940 leistete sie Kriegsdienst und arbeitete bis 1944 als Mechanikerin.
1944 heiratete sie den in London lebenden Bildhauer und Maler René Graetz (1908–1974). Mit ihm zog sie 1946 nach Berlin-Zehlendorf. Das Ehepaar hatte zwei Kinder, die Tochter Anne Schneider (* 1948) und den Sohn Patrick Graetz (1950–2006).
In Berlin arbeitete sie zunächst für den Ulenspiegel, dann vor allem für den Eulenspiegel und ab 1950 auch als Karikaturistin für das Neue Deutschland. 1959 porträtierte sie 43 Mitglieder der Akademie der Künste (Steinlithographien). Sie illustrierte Gedichte von Bertolt Brecht, schrieb eigene Kinderbücher und illustrierte diese. Unter den von ihr selbst verfassten Werken waren auch Adaptionen traditioneller englischer Stoffe, z. B. „Goldilocks“ oder „Die drei kleinen Schweinchen“. Weitere Illustrationen entstanden zu Büchern von James Krüss, Gerhard Holtz-Baumert, Heinz Kahlau und Rainer Kirsch.
Für ihre Arbeit erhielt Elizabeth Shaw unter anderen den Kunstpreis der DDR, den Hans-Baltzer-Preis, den Gutenberg-Preis der Stadt Leipzig und den Käthe-Kollwitz-Preis der Akademie der Künste Berlin. Dennoch blieb ihr Verhältnis zur DDR nicht spannungsfrei. Sie pendelte in der Zeit der deutsch-deutschen Teilung zwischen den politischen Systemen und kündigte 1968, um einfacher reisen zu können, sogar ihre DDR-Staatsbürgerschaft auf, behielt aber bis zu ihrem Tod 1992 ihren Wohnsitz in Pankow in Ost-Berlin.

„Die Spaltung zwischen Ost und West verursachte eine weitverbreitete Schizophrenie. Die Menschen lebten im Osten, eingebunden in dessen soziale Mechanismen und Rituale, und am Abend schalteten sie zu Hause den Fernseher an und sahen West.“

Ihre Asche wurde in die Irische See gestreut. An die Künstlerin erinnert ein Kenotaph (CU-AK) auf dem Dorotheenstädtischen Friedhof in Berlin. 1998 wurde eine Grundschule in der Grunowstraße in Berlin-Pankow nach ihr benannt.
In der Kinder- und Jugendbuchabteilung der Staatsbibliothek zu Berlin befinden sich über 1000 Originalillustrationen, über 150 Entwürfe, mehrere Skizzenbücher und unzählige Skizzen aus dem künstlerischen Nachlass Elizabeth Shaws.

## Werke (Auswahl)
Bilderbücher für Kinder:
- Der kleine Angsthase, Kinderbuchverlag, Berlin 1963.
  - The Timid Rabbit, O’Brien Press, Dublin[6]
- Gittis Tomatenpflanze, Kinderbuchverlag, Berlin 1964.
- Die Schildkröte hat Geburtstag, Kinderbuchverlag, Berlin 1965.
- Wie Putzi einen Pokal gewann, Kinderbuchverlag, Berlin 1967.
- Bella Belchaud und ihre Papageien, Kinderbuchverlag, Berlin 1970.
- Bettina bummelt, Kinderbuchverlag, Berlin 1971.
- Zilli, Billi und Willi, Kinderbuchverlag, Berlin 1972.
- Das Bärenhaus, Kinderbuchverlag, Berlin 1973.
- Als Robert verschwand, übersetzt von Erika Schröder, Kinderbuchverlag, Berlin 1975.
- Guten Appetit!, Kinderbuchverlag, Berlin 1976.
- Die Schöne und das Ungeheuer, Kinderbuchverlag, Berlin 1982.
- Der scheue Schneck, Kinderbuchverlag, Berlin 1983.
- The little black sheep, O’Brien, Dublin 1985, ISBN 0-86278-102-7.
deutsche Ausgabe: Das kleine schwarze Schaf, Carlsen, Reinbek 1988, ISBN 3-551-53173-0.
- Die fleißige Familie, Kinderbuchverlag, Berlin 1986.
- Wildschwein Walter, Kinderbuchverlag, Berlin 1988, ISBN 3-358-00376-0.
- David und die Kühe, Kinderbuchverlag, Berlin 1990, ISBN 3-358-01506-8.
- Das einsame Zicklein, tabu, München 1996, ISBN 3-930777-70-3.
- Miezekatz und Huckelpuckel, LeiV, Leipzig 1997, ISBN 3-89603-010-8.
- Die Landmaus und die Stadtmaus, Kinderbuchverlag, Berlin 2000, ISBN 3-358-02189-0.

Die meisten der o. g. Bücher werden beim Kinderbuchverlag bei Beltz & Gelberg herausgegeben.
Buchillustrationen:
- Mark Twain: Kapitän Stormfields Besuch im Himmel. Aufbau, Berlin 1954.
- Christian Fürchtegott Gellert: Fabeln. Aufbau, Berlin 1956.
- Paul Wiens: Zunftgenossen Kunstgefährten. Aufbau, Berlin 1956.
- James Krüss: Spatzenlügen und andere seltsame Begebenheiten. Kinderbuchverlag, Berlin 1957.
- Bertolt Brecht: Gedichte und Geschichten. Volk und Wissen, Berlin 1958.
- Mark Twain: Humoristische Erzählungen. Aufbau, Berlin 1958.
- Edith Anderson: Hunde, Kinder und Raketen. Kinderbuchverlag, Berlin 1958.
- Viktor Mika: Das Mädchen Max und 10 × Fax. Holz, Berlin 1959.
- Karl Heinz Berger (Hrsg.): Eine fröhliche Reise. Geschichten und Gedichte aus vergangenen Zeiten. Kinderbuchverlag, Berlin 1959.
- Edith Anderson: Großer Felix und kleiner Felix. Kinderbuchverlag, Berlin 1961.
- Hans J. Stein: Wallfahrt nach Walpurgisland. Auch eine Harzreise. Eulenspiegel, Berlin 1961.
- Lothar Kusche: Quer durch England in anderthalb Stunden. Aufbau, Berlin und Weimar 1961.
- Nikolai Nossow: Freundchen und andere heitere Geschichten. Übersetzt von Nadeshda Ludwig. Kinderbuchverlag, Berlin 1963.
- Ursula und Jochen Wilke: Helle im Tor. Kinderbuchverlag, Berlin 1963.
- Karl Heinz Berger: Das Kutschpferd und der Ackergaul. Fabeln. Kinderbuchverlag, Berlin 1964.
- Erich Brehm: Die erfrischende Trompete. Taten und Untaten der Satire. Henschel, Berlin 1964.
- Rosemarie Hill und Herta Ramthun (Hrsg.): Bertolt Brecht. Ein Kinderbuch. Kinderbuchverlag, Berlin 1965.
- Erich Kästner: Das Schwein beim Friseur. Kinderbuchverlag, Berlin 1965.
- Margaret M. Hellendall: Ping, pang, poch! Englische Kindergedichte. Nachdichtung von Heinz Kahlau. Kinderbuchverlag, Berlin 1967.
- Jerome K. Jerome: Drei Mann in einem Boot, vom Hunde ganz zu schweigen. Neues Leben, Berlin 1967.
- Gerhard Holtz-Baumert: Von lustigen Wichten zwölf kleine Geschichten. Kinderbuchverlag, Berlin 1968.
- Karl Marx: Englischer Alltag. Zusammengestellt von Richard Sperl. Dietz, Berlin 1968.
- W. K. Schweickert: Der Mann, der Karate kannte. Eulenspiegel, Berlin 1968.
- Lothar Kusche: Wie man einen Haushalt aushält. Eulenspiegel, Berlin 1969.
- Paula Dehmel: Von morgens bis abends. Kinderbuchverlag, Berlin 1969.
- Hans Fallada: Der getreue Igel. Zwei Geschichten. Kinderbuchverlag, Berlin 1970.
- Lothar Kusche: Die Patientenfibel. Eulenspiegel, Berlin 1971.
- Astrid Lindgren: Lillebror und Karlsson vom Dach. Kinderbuchverlag, Berlin 1971.
- Heinz Kahlau: Schaumköpfe. Kinderbuchverlag, Berlin 1972.
- Berta Waterstradt: Alle Tage ist kein Alltag. Eulenspiegel, Berlin 1974.
- Monica Dickens: Das Haus am Ende der Welt. Kinderbuchverlag, Berlin 1975.
- Rainer Kirsch: Es war ein Hahn. Kinderbuchverlag, Berlin 1975.
- Lothar Kusche: Vorsicht an der Bahnsteigkante! Gewidmet allen Dienstreisenden. Urlaubern und Leuten, die lieber zu Hause bleiben. Eulenspiegel, Berlin 1975.
- Michail Sostschenko: Tintenfässer aus Brot. Erzählungen über Lenin. Kinderbuchverlag, Berlin 1977.
- Gerhard Bodeit (Hrsg.): Seit ich dich liebe. Gedichte von Frauen aus zwei Jahrhunderten. Verlag für die Frau, Leipzig 1977.
- Tilo Medek & Dorothea Siewert-Medek: Kindergartenliederbuch. Hansen, Frankfurt am Main 1979.
- Lothar Kusche: Knoten im Taschentuch. Eulenspiegel, Berlin 1980.
- Ernst Z. Ichenhäuser: Erziehung zum guten Benehmen. Volk und Wissen, Berlin 1983.
- Lothar Kusche: Leute im Hinterkopf. Eulenspiegel, Berlin 1983.

Sammelbände:
- Das kleine Shaw-Buch. Kinderbuchverlag, Berlin 1983.
- Spiegelbilder. Eulenspiegel, Berlin 1983.
- Patrick Graetz (Hrsg.): Das dicke Elizabeth-Shaw-Buch für die ganze Familie. Eulenspiegel, Berlin 1999, ISBN 3-359-00968-1.

Autobiografisches:
- Eine Feder am Meeresstrand. Urlaubsskizzen aus 4 Badeorten. Eulenspiegel, Berlin 1973, 1975, DNB 740629743.
- Irish Berlin. Übersetzt von Wolfgang de Bruyn. Aufbau, Berlin 1990, ISBN 3-351-01624-7.
  - Neuauflage unter dem Titel Wie ich nach Berlin kam: eine Irin in der geteilten Stadt Aus dem Englisch übersetzt von Wolfgang de Bruyn, erweiterte Auflage, vbb – Verlag für Berlin und Brandenburg, Berlin 2013, ISBN 978-3-942476-57-7 (Erstausgabe als Aufbau-Taschenbuch, Berlin 2000, ISBN 3-7466-1462-7).

## Ausstellungen (unvollständig)

### Einzelausstellungen
- 1984: Troisdorf, Bilderbuchmuseum Burg Wissem und
- 1985: München, Internationale Jugendbibliothek („Bilderbuchkunst in der DDR II. Ruth Knorr, G. Ruth Mossner, Gisela Neumann, Nuria Quevedo, Regine Röder, Elizabeth Shaw“)

#### Postum
- 2021: Ahrenshoop, Kunstmuseum Ahrenshoop („Eine Wiederbegegnung in Ahrenshoop“)[7]

### Ausstellungsbeteiligungen in der DDR
- 1954: Berlin, Zentrales Haus der Deutsch-Sowjetischen Freundschaft („I. Deutsche Karikaturenausstellung“)

- 1958 bis 1978: Dresden, Vierte Deutsche Kunstausstellung bis VIII. Kunstausstellung der DDR
- 1958: Berlin, Deutsche Akademie der Künste, Jahresausstellung
- 1974: Dresden, Kupferstichkabinett („Zeichnungen in der Kunst der DDR“)
- 1979: Berlin, Ausstellungszentrum am Fernsehturm („Buchillustrationen in der DDR. 1949 – 1979“)
- 1985: Berlin, Nationalgalerie („Auf gemeinsamen Wegen“)